# Jacques de Rousseaux
Jacques de Rousseaux, auch Jacques de Rousseau (* um 1600 in Tourcoing; † 5. Mai 1638 in Leiden), war ein holländischer Maler französischer Herkunft.
Jacques de Rousseaux ist ein wenig bekannter Maler aus dem Rembrandt-Umkreis. In der älteren Literatur wird er häufig als Lehrling Rembrandts bezeichnet, was von der modernen Forschung allerdings abgelehnt wird, da er um einige Jahre älter ist als dieser. Als möglich wird höchstens eine Mitarbeit als selbstständiger Maler innerhalb der Rembrandt-Werkstatt erwogen. Doch auch diese Annahme gilt lediglich als hypothetisch und wird durch nichts belegt. Dagegen zeigt sich eine große stilistische Nähe zu den Frühwerken von Jan Lievens, so dass es wohl wahrscheinlicher ist, dass sich Rousseaux mehr an diesem orientierte.
Neben wenigen Ausnahmen scheint er vorwiegend Tronien gemalt zu haben.

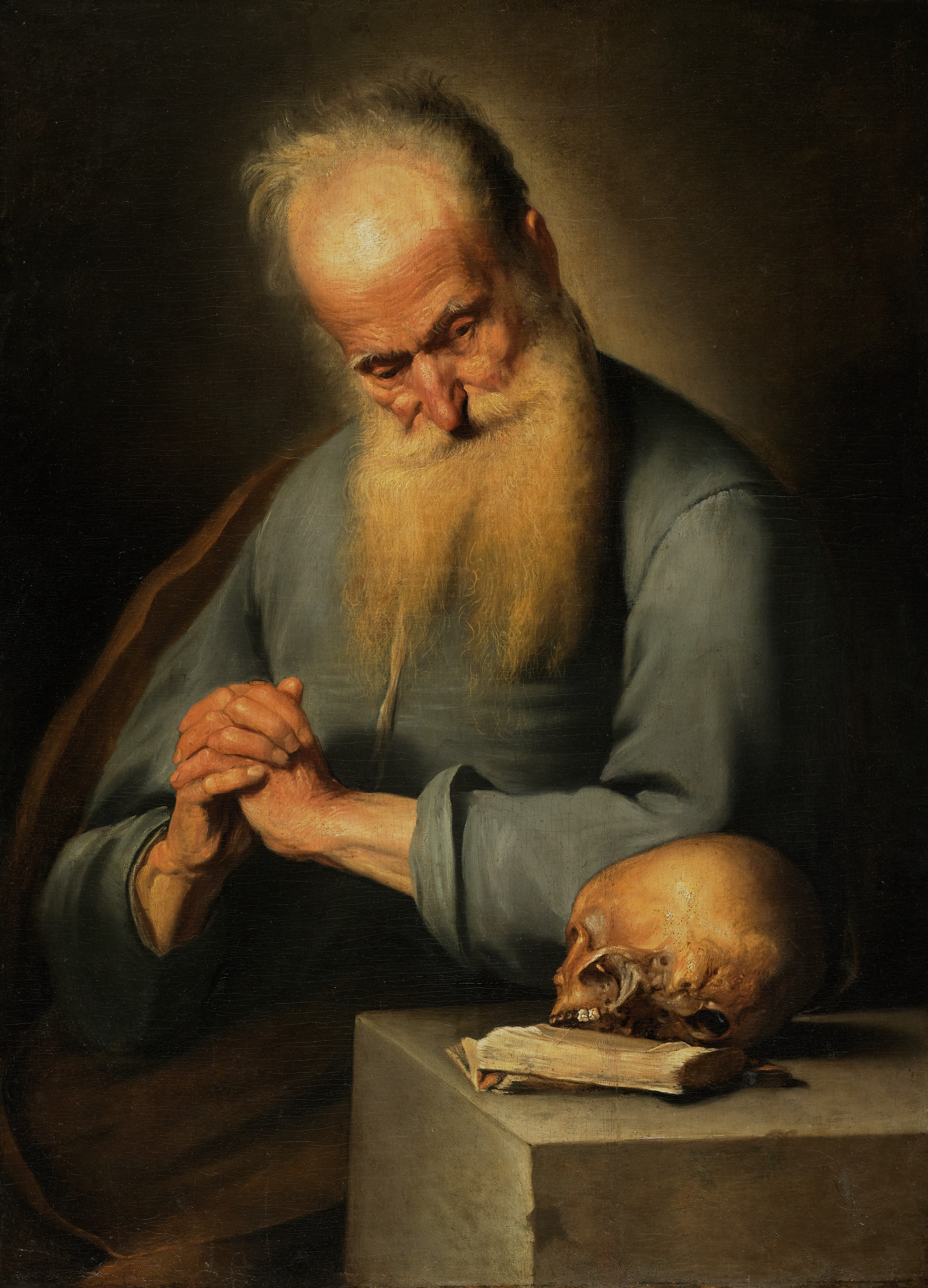
Alter Mann im Gebet betrachtet einen Schädel, Princeton University Art Museum

## Ausgewählte Werke
- Den Haag, Museum Bredius
  - Alter Mann mit Bart.
- Leiden, Stedelijk Museum De Lakenhal
  - Mann mit Barett und Halskette um 1635
  - Alte Frau mit perlenbesetzter Mütze um 1635
- Rotterdam, Museum Boymans van Beuningen
  - Mann mit Barett und Halskette 1635
- Utrecht, Museum Catharijneconvent
  - Der heilige Thoma von Aquino 1635
- Verbleib unbekannt
  - Mann mit Turban um 1628 (am 22. November 1994 bei Butterfield & Butterfield in  Los Angeles versteigert)
  - Bildnis eines Mannes mit Federbarett um 1630 – 1640 (am 5. Dezember 1995 bei Phillips in London versteigert)
  - Vier musizierende Männer und Frauen (am 30. Januar 1997 bei Sotheby's in New York versteigert)
  - Geldzählende alte Frau (am 20. April 1994 bei Sotheby's in London versteigert)
  - Lesender alter Mann im Lehnstuhl (am 23. April 1998 bei Sotheby's in London versteigert)
  - Lesender alter Mann (am 25. April 2001 bei Christie's in London versteigert)